# Murziłka
Murziłka (ros. Мурзилка) – rosyjskie (dawniej radzieckie) pismo dla dzieci wydawane od 1924.
Słowo „Murziłka” wprowadziła rosyjska pisarka Anna Chwolson, tak nazywał się krasnoludek, podobno wzorowany na Brownie kanadyjskiego pisarza Palmera Coxa. W piśmie nazwano tak psa, natomiast później pojawiła się żółta postać w czerwonym berecie i takimż szaliku.
Siedziba pisma znajduje się w Moskwie.